# Juan Benito Díaz de Gamarra y Dávalos
Juan Benito Díaz de Gamarra y Dávalos (1745-1783) fue un filósofo mexicano del periodo novohispano. Fue una figura representativa de la ilustración en el continente americano.

## Vida
Nace en Zamora, Michoacán, el 21 de marzo de 1745 del matrimonio formado por Diego Díaz de Gamarra, oriundo de Vizcaya y Ana Dávalos de Martínez Aldana, una criolla de la élite novohispana. Ingresa al Colegio San Ildefonso de la Ciudad de México en 1756, donde estudia rétorica, artes y cánones. Posteriormente, entra a la Congregación de San Felipe Neri en 1764, a la edad de diecinueve años. Es nombrado procurador de la Congregación y viaja por España, Portugal y Roma, entre 1767 y 1770. Logró cumplir con su papel de procurador al incorporar la Iglesia del Oratorio de San Miguel el Grande a la de San Juan de Letrán. Además, obtiene su Doctorado en cánones en la Universidad de Pisa y es admitido como miembro de la Academia de Ciencias de Bolonia. A su regreso a México en 1770, funge como rector y catedrático de filosofía en el Colegio de San Francisco de Sales, en San Miguel el Grande. Reforma el plan de estudios para ponerlo a la altura de los mejores de Europa. Es destituido de la rectoría y de su cátedra de filosofía, y nombrado prefecto de estudios, cargo que también perderá debido a posturas intelectuales y a su posesión de libros prohibidos. Muere el 1 de noviembre de 1783.

## Pensamiento
La filosofía de Díaz de Gamarra muestra una actitud científica antiperipatética y constituye un buen ejemplo del eclecticismo ilustrado hispánico, en el que intentan conciliarse ideas de sistemas filosóficos compatibles, que Díaz de Gamarra describe a veces como "sectas filosóficas". Recibe principalmente la influencia directa de Descartes y de Tomás Vicente Tosca, y la influencia indirecta de Leibniz a través de Christian Wolff. Los valores principales de la filosofía de Díaz de Gamarra son indisociables de su espíritu ilustrado: el buen sentido, la racionalidad, la tolerancia y la utilidad para el hombre. Se le considera un precursor de la Independencia de México.

## Obra
Entre las principales obras filosóficas de Díaz de Gamarra, cabe destacar: Elementos de filosofía moderna (1774), Academias filosóficas (1774), Errores del entendimiento humano (1781) y Memorial ajustado (1790).